# العلاقات السودانية الفيتنامية
العلاقات السودانية الفيتنامية هي العلاقات الثنائية التي تجمع بين السودان وفيتنام.

## مقارنة بين البلدين
هذه مقارنة عامة ومرجعية للدولتين:
| وجه المقارنة                                              | السودان                     | فيتنام           |
| --------------------------------------------------------- | --------------------------- | ---------------- |
| المساحة (كم2)                                             | 1.89 مليون                  | 331.69 ألف       |
| عدد السكان (نسمة)                                         | 40.53 مليون                 | 94.66 مليون      |
| الكثافة السكانية (ن./كم²)                                 | 21.44                       | 285.39           |
| العاصمة                                                   | الخرطوم                     | هانوي            |
| اللغة الرسمية                                             | اللغة العربية، لغة إنجليزية | اللغة الفيتنامية |
| العملة                                                    | جنيه سوداني                 | دونغ فيتنامي     |
| الناتج المحلي الإجمالي (بليون دولار)                      | 117.49 مليار                | 234.19 مليار     |
| الناتج المحلي الإجمالي (تعادل القوة الشرائية) بليون دولار | 176.55 مليار                | 553.42 مليار     |
| الناتج المحلي الإجمالي الاسمي للفرد دولار أمريكي          | 2.41 ألف                    | 2.48 ألف         |
| الناتج المحلي الإجمالي للفرد دولار أمريكي                 | 4.07 ألف                    | 5.63 ألف         |
| مؤشر التنمية البشرية                                      | 0.479                       | 0.666            |
| رمز المكالمات الدولي                                      | +249                        | +84              |
| رمز الإنترنت                                              | سودان                       | .vn              |
| المنطقة الزمنية                                           | ت ع م+03:00، ت ع م+02:00    | ت ع م+07:00      |

## منظمات دولية مشتركة
يشترك البلدان في عضوية مجموعة من المنظمات الدولية، منها:
| علم المنظمة | اسم المنظمة                        | تاريخ انضمام السودان | تاريخ انضمام فيتنام |
| ----------- | ---------------------------------- | -------------------- | ------------------- |
|             | الاتحاد البريدي العالمي            | ?                    | ?                   |
|             | يونسكو                             | 26 نوفمبر 1956       | 6 يوليو 1951        |
|             | البنك الدولي للإنشاء والتعمير      | 5 سبتمبر 1957        | 21 سبتمبر 1956      |
|             | وكالة ضمان الاستثمار متعدد الأطراف | 7 نوفمبر 1991        | 5 أكتوبر 1994       |
|             | الاتحاد الدولي للاتصالات           | 23 أكتوبر 1957       | 24 سبتمبر 1951      |
|             | منظمة الشرطة الجنائية الدولية      | ?                    | ?                   |
|             | مؤسسة التمويل الدولية              | 21 أكتوبر 1960       | 4 أغسطس 1967        |
|             | الأمم المتحدة                      | 12 نوفمبر 1956       | 20 سبتمبر 1977      |
|             | مؤسسة التنمية الدولية              | 24 سبتمبر 1960       | 24 سبتمبر 1960      |
|             | الفريق المعني برصد الأرض           | ?                    | ?                   |
|             | منظمة حظر الأسلحة الكيميائية       | ?                    | ?                   |

## وصلات خارجية
- موقع وزارة الخارجية السودانية
- موقع وزارة الخارجية الفيتنامية